# مدل کنش اجتماعی
مدل کنش اجتماعی (به انگلیسی: Social action model) یک نظریه مددکاری اجتماعی عمل است. مدل کنش اجتماعی کلیدی برای توانمندسازی اجتماعی سیاسی برای کار با گروه‌ها، جوامع و سازمان‌های تحت ستم و قشرهای محروم است.
این مدل تلاش می‌کند تا قدرت اجتماعی سیاسی را مجدداً تخصیص دهد تا شهروندان محروم بتوانند به فرصت‌ها و منابع جامعه دسترسی داشته باشند و به نوبه خود راه‌های معناداری برای کمک به جامعه به عنوان انسان‌های ارزشمند بیابند.
این مدل مددکاران اجتماعی را راهنمایی می‌کند که چگونه با استفاده از تمرین مبتنی بر توانمندسازی اقدام کنند. همکاری و مشارکت، اتحاد، و توسعه و برنامه‌های اقدام. این مدل همچنین می‌تواند در چارچوب دیدگاه اکوسیستم یا بوم‌سازگان مورد استفاده قرار گیرد.